# Ella Abraça Jobim
Ella Abraça Jobim (укр. «Елла обіймає Жобіна») — студійний альбом американської джазової співачки Елли Фіцджеральд, що вийшов 1981 року на студії Pablo Records. Присвячений творчості бразильського композитора Антоніу Карлуса Жобіна, всі пісні альбому виконані в стилі босанова.

## Список композицій
Автор музики Антоніу Карлус Жобін. 
| #     | Назва                                                  | Автор слів                         | Тривалість |
| ----- | ------------------------------------------------------ | ---------------------------------- | ---------- |
| 1.    | «Somewhere in the Hills»                               | Вінісіус ді Морайс, Рей Гілберт    | 3:56       |
| 2.    | «The Girl from Ipanema»                                | Вінісіус ді Морайс, Норман Гімбель | 3:50       |
| 3.    | «Dindi»                                                | Рей Гілберт, Алоізіо Олівейра      | 6:37       |
| 4.    | «Desafinado»                                           | Джон Хендрікс, Ньютон Мендонса     | 3:41       |
| 5.    | «Water to Drink»                                       | Вінісіус ді Морайс, Норман Гімбель | 2:44       |
| 6.    | «Dreamer (Vivo Sonhando)»                              | Джин Ліз                           | 4:55       |
| 7.    | «Corcovado»                                            | Джин Ліз                           | 5:40       |
| 8.    | «Bonita»                                               | Джин Ліз, Рей Гілберт              | 2:50       |
| 9.    | «One Note Samba»                                       | Джон Хендрікс, Ньютон Мендонса     | 3:51       |
| 10.   | «Don’t Ever Go Away (Por Causa de Voce)»               | Долорес Дюран, Рей Гілберт         | 2:52       |
| 11.   | «Triste»                                               | Антоніу Карлус Жобін               | 4:07       |
| 12.   | «How Insensitive»                                      | Вінісіус ді Морайс, Норман Гімбель | 3:00       |
| 13.   | «He’s a Carioca (Ele É Carioca)»                       | Вінісіус ді Морайс, Рей Гілберт    | 5:14       |
| 14.   | «This Love That I’ve Found (Só Tinha de Ser Com Você)» | Алоізіо Олівейра                   | 5:17       |
| 15.   | «A Felicidade»                                         | Вінісіус ді Морайс                 | 2:19       |
| 16.   | «Wave»                                                 | Антоніу Карлус Жобін               | 5:22       |
| 17.   | «Song of the Jet (Samba Do Avião)»                     | Джин Ліз                           | 3:40       |
| 18.   | «Photograph»                                           | Рей Гілберт                        | 3:49       |
| 19.   | «Useless Landscape (Inútil Paisagem)»                  | Алоізіо Олівейра, Рей Гілберт      | 7:59       |
| 81:43 |                                                        |                                    |            |